# Pestalopezia brunneopruinosa
Pestalopezia brunneopruinosa är en svampart som först beskrevs av Sanford Myron Zeller, och fick sitt nu gällande namn av Seaver 1942. Pestalopezia brunneopruinosa ingår i släktet Pestalopezia och familjen Helotiaceae.   Inga underarter finns listade i Catalogue of Life.